# Prilipec
Prilipec, 1911 és 1918 között Perebő (románul: Prilipeț) falu Romániában, a Bánságban, Krassó-Szörény megyében.

## Fekvése
Stájerlakaninától 36 km-re délkeletre, az Almás-hegység és a Szemenik-hegység között, a Néra jobb partján fekszik.

## Története
Határában római kori temetőt tártak föl.
Először 1484-ben, Prilepacz néven említették. A 15–17. században Halmás várának kerületéhez tartozott. 1603-ban Gerlistyei György birtoka volt.
1717-ben 57 házból állt. 1775-ben az oláh–illír határőrezred bozovicsi századához, 1873-ban Szörény vármegyéhez, 1880-ban Krassó-Szörény vármegyéhez csatolták. A második világháború után 1973-ig tejgyár működött benne.

## Népessége
- 1800-ban 120 határőrcsalád lakta.
- 1900-ban 1744 lakosából 1713 volt román anyanyelvű és 1725 ortodox vallású.
- 2002-ben 829 lakosából 802 volt román és 19 cigány nemzetiségű; 731 ortodox, 74 baptista és 14 római katolikus vallású.

## Gazdaság
- Erdészet, fakitermelés.

## Híres emberek
- Itt született 1822-ben Traian Doda tábornok.